# Albvorland östlich Wilflingen
Das Albvorland östlich Wilflingen ist ein vom Landratsamt Rottweil am 1. August 2000 durch Verordnung ausgewiesenes Landschaftsschutzgebiet auf dem Gebiet der Gemeinde Wellendingen.

## Lage
Das Landschaftsschutzgebiet Albvorland östlich Wilflingen liegt am östlich des Wellendinger Ortsteils Wilflingen am Fuße des Lembergs.
Das Gebiet liegt überwiegend im Naturraum Prim-Albvorland in der Haupteinheit Südwestliches Albvorland an der Grenze zum Naturraum Bära-Randhöhen in der Haupteinheit Hohe Schwabenalb.
Die Geologie wird vorrangig von der Opalinuston-Formation und weiteren Formationen des mittleren Juras bestimmt, die großflächig von Weißjura-Hangschutt überlagert sind.

## Landschaftscharakter
Landschaftsschutzgebiet stellt einen typischen Ausschnitt des Südwestlichen Albvorlands dar. Die unteren Hangbereiche werden zumeist als Grünland genutzt, auch die für die Region typischen Streuobstwiesen sind hier vorhanden. die oberen Hangbereiche sind heute bewaldet und meist mit Fichten aufgeforstet. Hier befanden sich einst großflächige Schafweiden, von denen heute nur noch wenige Relikte geblieben sind. Daran schließend folgen die charakteristischen Hangwälder des Albtraufs. Das Gebiet wird von mehreren Bächen durchflossen, die das Lembergmassiv entwässern.

## Zusammenhängende Schutzgebiete
Im Süden grenzt das Landschaftsschutzgebiet Albtrauf zwischen Balgheim und Gosheim mit Dreifaltigkeitsberg, Klippeneck und Lemberg an. Die Offenlandbereiche des Landschaftsschutzgebiets gehören zum FFH-Gebiet Prim-Albvorland, die bewaldeten Bereiche zum Vogelschutzgebiet Südwestalb und Oberes Donautal.